# Rudolf von Werdenberg

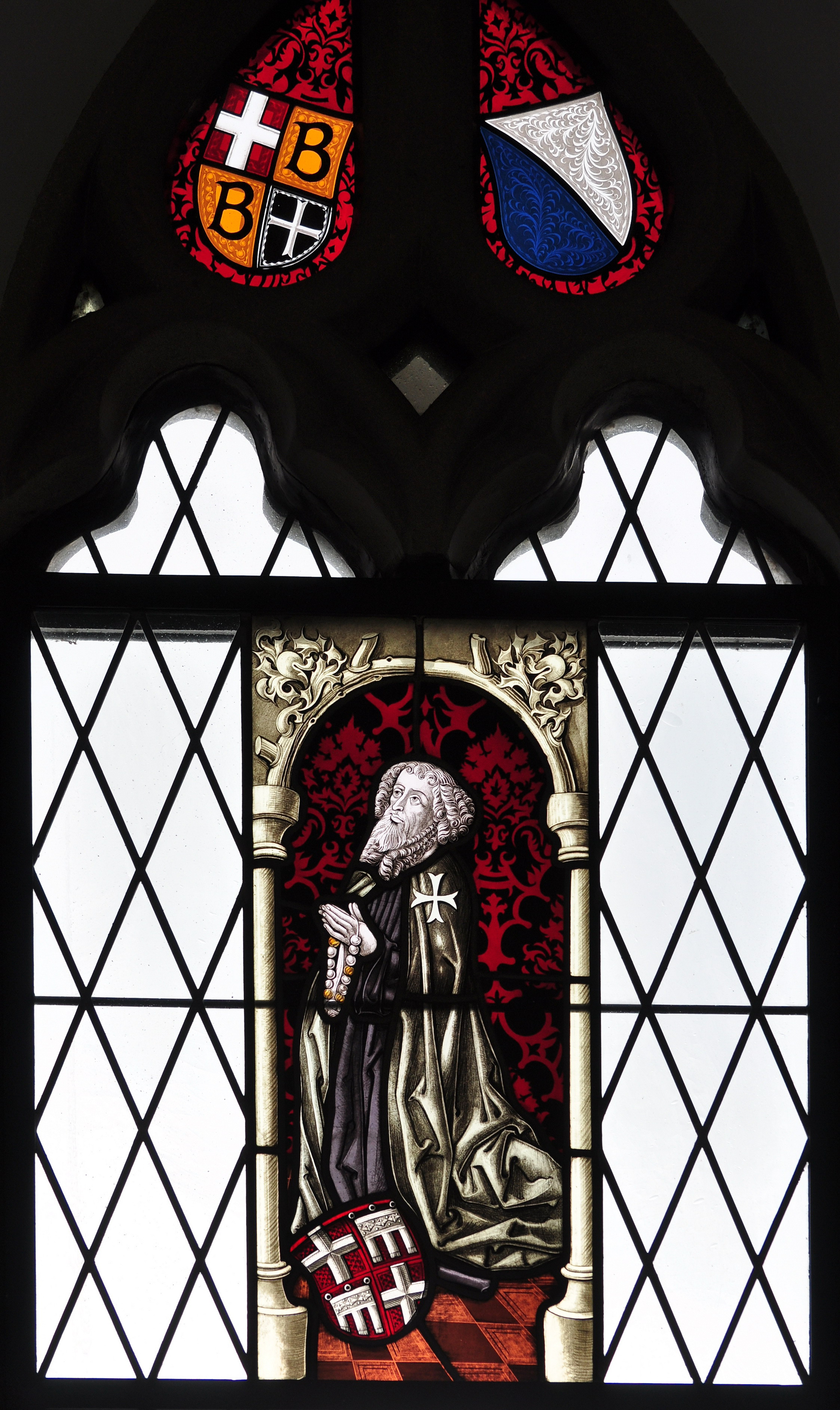
Rudolf von Werdenberg auf einem Glasfenster der Kirche von Bubikon

Rudolf von Werdenberg (* um 1443; † 2. September 1505 in Freiburg im Breisgau) war von 1481 bis 1505 Großprior des deutschen Johanniterordens und Herr von Heitersheim.

## Leben
Er wurde geboren als eines von sechzehn Kindern und jüngster Sohn des Grafen Johann IV. von Werdenberg-Sargans († 1465) und seiner Gattin Elisabeth von Württemberg. Er war ein Bruder des Augsburger Bischofs Johann II. von Werdenberg.
In der Familiengenealogie ist er Rudolf X., als Großkomtur der deutschen Johanniter wird er als Rudolf II. bezeichnet.
Rudolf trat 1461 in den Johanniterorden ein und kämpfte noch im gleichen Jahr auf Rhodos gegen die Türken. 1480 wehrte er auf Rhodos einen Landungsversuch der Türken als General der Johanniter-Reiterei ab und kämpfte auch im weiteren Verlauf der Belagerung von Rhodos (1480). Bald danach kehrte er nach Deutschland zurück und erhielt die Kommenden Bubikon, Wädenswil, Buchsee und Thunstetten.
1481 wurde Rudolf Großkomtur der deutschen Johanniter. Er wurde auch Komtur von Freiburg im Breisgau, hatte aber seinen Sitz bereits weitgehend in Heitersheim. Er erwarb 1504 für die Johanniter die Dörfer Uffhausen, Wendlingen und Sankt Georgen und stärkte damit die territoriale Basis für das spätere Fürstentum Heitersheim.
Rudolf hatte einen Streit mit Hans Heinrich von Baden († 1514), in dessen Verlauf er 1489 bei Grißheim eine Gesellschaft auf Brautfahrt in den Breisgau überfiel. Neben Hans Heinrich von Baden nahm auch der Basler Bürgermeister Johann von Bärenfels an der Brautfahrt teil. Die Gesellschaft wurde von der 80 Mann starken Truppe Rudolfs ausgeraubt, und es gab ernsthaft Verletzte. Truppen der Städte Basel, Bern und Solothurn zogen daraufhin zum Heitersheimer Schloss, das sie plünderten. Das halbe Schloss blieb dabei unversehrt, da es von Truppen der vorderösterreichischen Regierung besetzt worden war. Durch Vermittlung Vorderösterreichs wurde der Konflikt dann auch beigelegt.
1498 stiftete Rudolf für die Dorfkirche von Bubikon zwei Glasfenster, wobei eines eine Abbildung von ihm zeigt. Er erstellte auch eine Übersicht über alle deutschen Kommenden und deren Komture, die aber verloren gegangen ist.
Rudolf verstarb 1505 in Freiburg im Breisgau und wurde in der dortigen Kirche des Johanniterhauses beigesetzt.